# Фіхтельзе
Фіхтельзе (нім. Fichtelsee) — штучне озеро у Верхній Франконії (Баварія).

## Минуле та сучасність
Перша письмова згадка ставка в цьому місці датована 1607 роком. На озері облаштовані пляжі, дитячі та спортивні майданчики, а навколо нього прокладені прогулянкові маршрути. Також біля озера існує кемпінг.